# Ko Lan
Ko Lan  (Thaï : เกาะล้าน, thaï RTGS : Ko Lan), parfois écrit à tort ou Koh Larn est une île Thaïlandaise située dans la baie de Bangkok, à une dizaine de kilomètres au large de la station balnéaire de Pattaya, dans la province de Chonburi (Amphoe Bang Lamung). Cette île fait environ 4 km de long sur 2 km de large et elle couvre une surface de 5,6 km2.
Il y a près de 3000 Thaïlandais qui vivent sur cette île : 90 % de la population vit du tourisme et seulement 10 % vit de la pêche.
La trop grande fréquentation de touristes génère une grande quantité de déchets qui s'accumulent sur l'île au fil des années et polluent l'environnement. 
Très facilement accessible par bateau, l'île regroupe plusieurs activités telles que le jet-ski, un stand de tir, du parapente…
Les plages de Ko Lan sont Ta Waen au nord, Laemtien et Samae au sud-ouest, et Nua au sud de l’île.
À proximité se trouvent deux petites îles : Ko Sak (เกาะสาก) et Ko Krok (เกาะครก), qui est privée.